# Gusztáv és a szakember
A Gusztáv és a szakember a Gusztáv című rajzfilmsorozat negyedik évadának tizenkettedik epizódja.

## Rövid tartalom
Gusztávéknál elromlik a tv-készülék, szerelőt hívnak. A hiba azonban újra és újra jelentkezik. A szerelő családtaggá válik, Gusztávék pedig teljesen tönkremennek, eladósodnak.

## Alkotók
- Rendezte: Jankovics Marcell, Nepp József, Ternovszky Béla
- Írta: Jankovics Marcell, Nepp József
- Dramaturg: Lehel Judit
- Zenéjét szerezte: Deák Tamás
- Operatőr: Csepela Attila
- Kamera: Janotyik Frigyes
- Hangmérnök: Bársony Péter
- Vágó: Czipauer János
- Tervezte: Ternovszky Béla
- Háttér: Szoboszlay Péter
- Rajzolta: Szabó Árpád
- Színes technika: Kun Irén
- Gyártásvezető: Marsovszky Emőke
- Produkció vezető: Imre István

A Magyar Televízió megbízásából a Pannónia Filmstúdió készítette.